# Cinema britannico

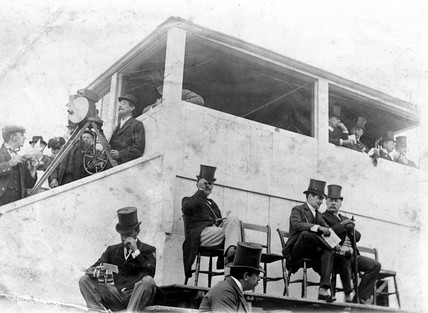
Una delle prime proiezioni cinematografiche britanniche nel 1895

Con l'espressione Cinema britannico si indica il cinema del Regno Unito. Il Regno Unito ha avuto grande influenza nello sviluppo tecnologico, commerciale e artistico della storia del cinema. Nonostante una serie di produzioni inglesi di successo, l'industria cinematografica è caratterizzata da un dibattito ancora aperto circa la sua identità, che include problematiche economiche e culturali, e le influenze del cinema statunitense ed europeo.

## Panoramica

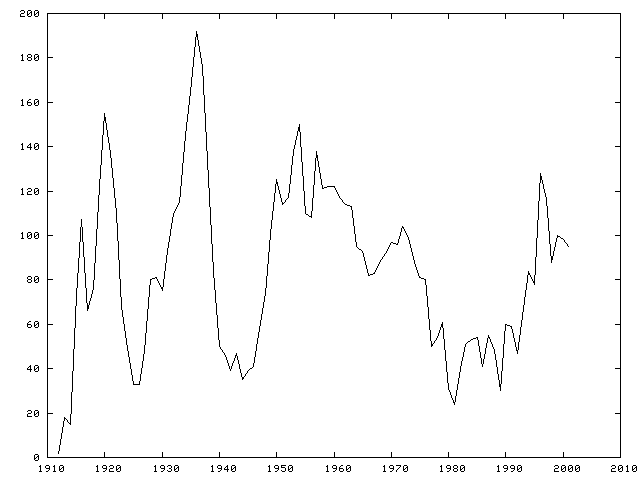
Produzione di film nel Regno Unito dal 1912 al 2001

La produzione cinematografica nel Regno Unito ha attraversato una serie di boom e recessioni. Nonostante molti fattori possano essere impiegati per determinare il successo dell'industria, il numero di film inglesi prodotti per anno rende un'idea del suo sviluppo: l'industria cinematografica ha sperimentato un'espansione nel momento della nascita nel 1910 ma durante gli anni venti ha attraversato una recessione causata dalla superiore competizione del cinema statunitense. Il "Cinematograph Films Act" del 1927 introdusse misure protettive miranti alla ripresa dell'industria cinematografica e portò ad un picco di produzione che raggiunse i 192 film nel 1936. Poi però, un'espansione incontrollata causò un crollo improvviso che portò a una diminuzione del numero dei film fino a tutta la seconda guerra mondiale.
La produzione cinematografica si risollevò dopo la guerra, con un lungo periodo di relativa stabilità e di crescenti investimenti statunitense. Ma un altro periodo di declino colpì il cinema alla metà degli anni settanta, raggiungendo un minimo storico di 24 film nel 1981. La scarsa produzione continuò per tutti gli anni ottanta, ma aumentò di nuovo negli anni novanta grazie a nuovi investimenti pubblici e privati.
Nonostante i livelli produttivi diano un'idea della situazione, la storia del cinema britannico è complessa e consta di differenti movimenti culturali che si sono sviluppati indipendentemente. Alcuni dei film che riscontrarono maggior successo furono prodotti durante le fasi di recessione, come ad esempio Momenti di gloria (Chariots of Fire) (1981).

## Storia

### Origini
Comunemente si fa discendere dall'opera dei fratelli Lumière e all'anno 1892, la nascita del cinema, e al 1896 il suo debutto a Londra. Bisogna però ricordare che le prime immagini in movimento sviluppate su una pellicola di celluloide furono eseguite a Londra, presso Hyde Park, nel 1889 da William Friese-Greene, un inventore britannico che brevettò il procedimento nel 1890. Quella pellicola è davvero il primo esempio di immagine in movimento mai proiettata.
I primi a costruire e a far funzionare una macchina da presa da 35 mm in Gran Bretagna furono Robert W. Paul e Birt Acres. Furono gli autori del primo film britannico Incident at Clovelly Cottage nel febbraio 1895, non appena fu scaduto il brevetto sulla macchina da presa. Presto aprirono molte compagnie cinematografiche per rispondere alla grande domanda di nuovi film, come la Mitchell and Kenyon di Blackburn. Dal 1898 il produttore statunitense Charles Urban estese gli interessi della sede londinese della Warwick Trading Company alla produzione di film britannici, per la maggior parte documentari e notiziari. Più tardi fondò la Charles Urban Trading Company, che tra l'altro produsse i primi film a colori.

### Il boom degli anni '30
Dalla metà degli anni venti l'industria cinematografica britannica stava cedendo alla fortissima concorrenza del cinema di Hollywood, che crebbe di più anche grazie ad un mercato interno più grande. Nel 1914, il 25% dei film proiettati nel Regno Unito erano britannici; nel 1926 la percentuale crollò al 5%. Un provvedimento legislativo, il "Cinematograph Films Act" del 1927 fu approvato con l'intenzione di dare impulso all'industria interna, richiedendo alle sale cinematografiche del Regno Unito di mostrare una quota minima imposta di film britannici. Questa legge fu tecnicamente un successo, con un numero di spettatori per i film britannici che andò al di là della quota prevista. Ma dall'altra parte, l'urgenza di raggiungere questa quota per legge ebbe l'effetto di dare spazio a film di bassa qualità (i cosiddetti quota quickies), realizzati con pochi mezzi e col solo obiettivo di sfruttare il momento legislativo favorevole. Alcuni critici ritennero che il proliferare di questi film di serie B fosse responsabile di un arretramento nello sviluppo dell'industria cinematografica. Bisogna considerare però che molti cineasti britannici si formarono proprio grazie a questi quota quickies, compresi Michael Powell e Alfred Hitchcock.

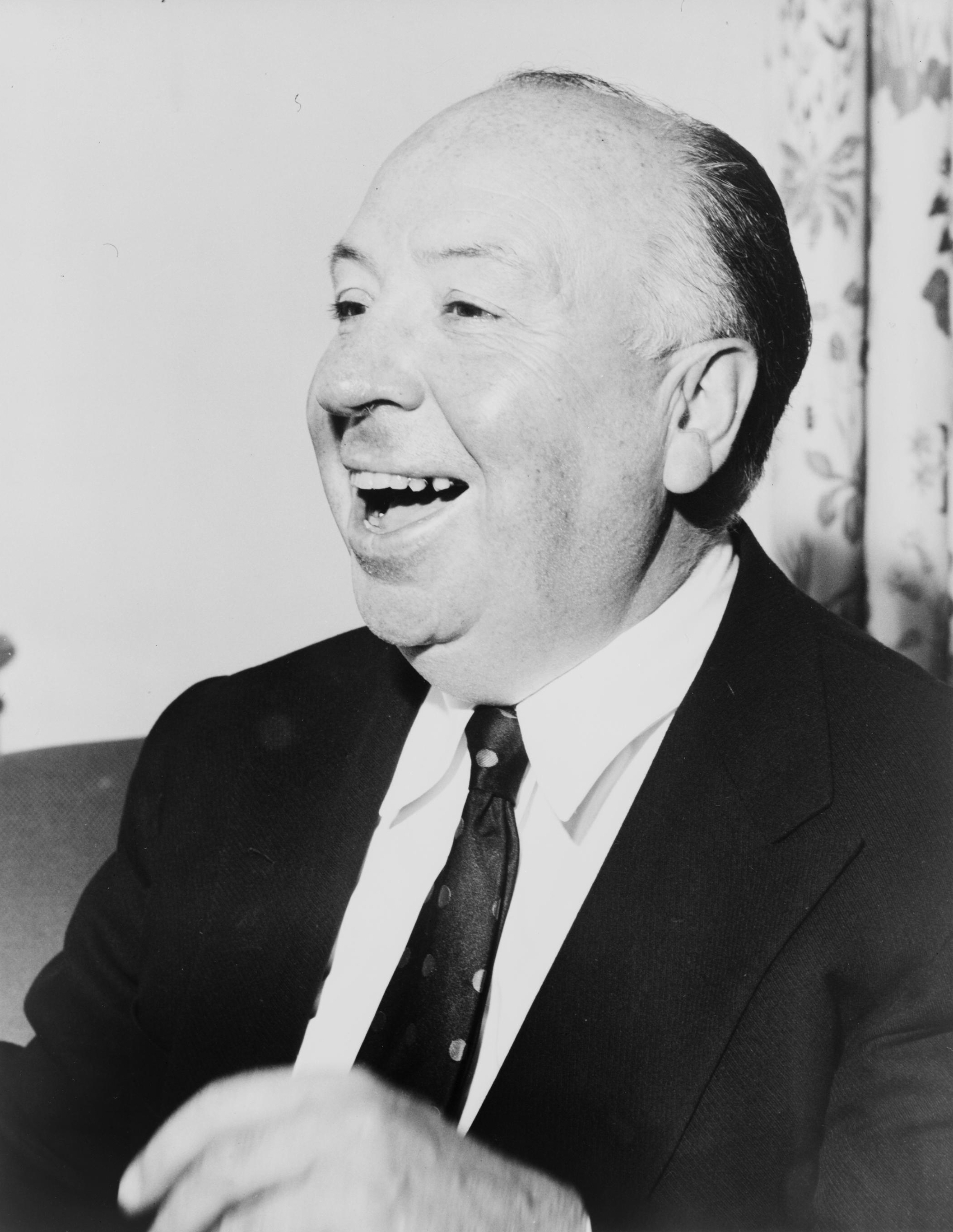
Ritratto di Alfred Hitchcock

Ricatto (Blackmail) (1929) di Alfred Hitchcock è considerato il primo film sonoro britannico. Nell'era del muto gli spettatori erano ricettivi rispetto a pellicole provenienti da tutte le nazioni. Ma, con l'avvento del sonoro molti attori stranieri, o quelli con spiccati accenti regionali, si trovarono fuori mercato, mentre l'inglese più formale divenne la norma. Il sonoro inoltre incrementò l'influenza dei già popolarissimi film statunitensi.
A partire da Drifters di John Grierson, gli anni trenta videro l'emergere di una nuova scuola di film documentari realistici chiamata "Movimento del Film Documentario" (The Documentary Film Movement). Fu Grierson a coniare il termine "documentario" per descrivere un film di "non-finzione", e produsse il film più celebrato dello stesso movimento degli anni trenta, Night Mail (1936), scritto e diretto da Basil Wright and Harry Watt, che comprendeva il poema di Wystan Hugh Auden. Altre figure chiave di questo movimento furono Humphrey Jennings, Paul Rotha e Alberto Cavalcanti. Molti di questi più avanti produssero film importanti sulla seconda guerra mondiale.
Diversi altri nuovi talenti emersero in questo periodo, e Alfred Hitchcock avrebbe confermato il suo status di uno fra i migliori giovani registi britannici con i suoi thriller L'uomo che sapeva troppo (The Man Who Knew Too Much) (1934), Il club dei trentanove (39 steps) (1935) e La signora scompare (The Lady Vanishes) (1938), prima di trasferirsi ad Hollywood.
Anche il Music hall mostrò la sua influenza nelle commedie cinematografiche di questo periodo, ed emersero numerosi personaggi popolari, compresi George Formby, Gracie Fields, Jessie Matthews e Will Hay.
Molte delle più importanti produzioni britanniche degli anni trenta furono prodotte dalla "London Films", fondata dall'emigrante ungherese Alexander Korda. Queste comprendono Vita futura (Things to Come) (1936), L'arte e gli amori di Rembrandt (1936) e La contessa Alessandra (Knight Without Armour) (1937), così come i primi film in Technicolor Il principe Azim (The Drum) (1938), Le quattro piume (The Four Feathers) (1939) e Il ladro di Bagdad (1940). Questi arrivarono immediatamente dopo Sangue gitano (Wings of the Morning) (1937), il primo film a colori britannico.
Dopo gli anni boom a cavallo del 1930, i crescenti investimenti e l'eccessivo ottimismo che accompagnarono l'espansione verso il mercato statunitense, causarono lo scoppio della "bolla" nel 1937. Delle 640 compagnie di produzione britanniche registrate tra il 1925 e il 1936, 20 erano quelle ancora attive nel 1937. Inoltre a 10 anni di distanza, andava rinnovato il provvedimento legislativo del 1927. Il "Cinematograph Films Act" nella versione rinnovata del 1938 assicurava incentivi per le compagnie del Regno Unito perché realizzassero meno film ma di qualità superiore e, sotto l'influenza della politica mondiale, incoraggiava gli investimenti statunitensi ed esteri. Un risultato fu la creazione da parte della statunitense MGM di uno studio inglese, la MGM British a Hertfordshire, che produsse alcuni film di grande successo, inclusi Un americano a Oxford (A Yank at Oxford) (1938) e Addio, Mr. Chips! (Goodbye, Mr. Chips) (1939), prima che intervenisse la seconda guerra mondiale.

### Seconda guerra mondiale
Le restrizioni imposte dalla guerra mondiale sembrarono dare nuova energia all'industria cinematografica britannica. Dopo un inizio zoppicante, il cinema britannico cominciò ad usare sempre di più le tecniche documentaristiche e autori precedentemente impegnati in documentari realizzarono film improntati sulla realtà, molti dei quali aiutarono a formare un'immagine popolare della nazione in guerra. Tra i più famosi di questi film ci sono: Eroi del mare (In Which We Serve) (1942), Went the Day Well? (1942), La tigre del mare (We Dive at Dawn) (1943), Due nella folla (Millions Like Us) (1943) e La via della gloria (The Way Ahead) (1944).
Negli ultimi anni di guerra lo studio cinematografico Gainsborough Pictures produsse una serie di melodrammi, derisi dalla critica ma di grandissima popolarità quali: L'uomo in grigio (The Man in Grey) (1943) e La bella avventuriera (The Wicked Lady) (1945). Questi permisero la nascita di una nuova generazione di divi come Stewart Granger, Margaret Lockwood e James Mason. Anche la Two Cities, una compagnia di produzione indipendente, fece alcuni importanti film: La famiglia Gibbon (This Happy Breed) (1944), Spirito allegro (Blithe Spirit) (1945), ed Enrico V (Henry V) (1944) e Amleto (Hamlet), entrambi di Laurence Olivier.
Gli anni della guerra inoltre videro la nascita del connubio artistico tra Powell e Pressburger con film quali Gli invasori - 49º parallelo (Forty-Ninth Parallel) (1941), Duello a Berlino (The Life and Death of Colonel Blimp) (1943) e Un racconto di Canterbury (A Canterbury Tale) (1944) che sebbene girati in tempo di guerra, erano molto più sulla popolazione colpita dalla guerra piuttosto che sulle vicende belliche.

### Cinema del dopoguerra
Verso la fine degli anni quaranta, la "Rank Organisation", fondata nel 1937 da J. Arthur Rank, divenne il soggetto dominante dell'industria cinematografica britannica. Acquistò un gran numero di stabilimenti di produzione, e finanziò alcuni dei più grandi cineasti emersi in quel periodo.
Forte del successo che il cinema britannico aveva incontrato durante la seconda guerra mondiale, l'industria del cinema raggiunse nuove vette di creatività negli anni dell'immediato dopoguerra. Tra i film più significativi prodotti in questo periodo abbiamo Breve incontro (Brief Encounter) (1945) di David Lean del quale vanno ricordati anche due adattamenti da Dickens, Grandi speranze (1946) e Le avventure di Oliver Twist (1948), Fuggiasco (Odd Man Out) (1947) e Il terzo uomo (The Third Man) (1949) di Carol Reed, e Scala al paradiso (A Matter of Life and Death) (1946), Narciso nero (Black Narcissus) (1946) e Scarpette rosse (The Red Shoes) (1948) di Powell e Pressburger. Gli "Ealing Studios" intrapresero la produzione delle loro celebri commedie a partire da Whisky a volontà (1949), Sangue blu (Kind Hearts and Coronets) (1949) e Lo scandalo del vestito bianco (The Man in the White Suit) (1951).
Negli anni cinquanta ci fu un leggero arretramento rispetto al prestigio che aveva acquisito il cinema britannico in campo mondiale, e ci si cominciò a concentrare maggiormente su commedie popolari mentre le storie drammatiche legate alla seconda guerra mondiale erano rivolte più che altro al mercato interno.
I film di guerra erano spesso basati su storie vere, in uno stile dimesso simile a quello già usato in tempo di guerra. Questi film contribuirono a far diventare delle star attori come John Mills, Jack Hawkins e Kenneth More, e alcuni dei successi più grandi furono Mare crudele (The Cruel Sea) (1953), The Dambusters (1954), La giungla degli implacabili (The Colditz Story) (1955) e Bader il pilota (Reach For The Sky) (1956).

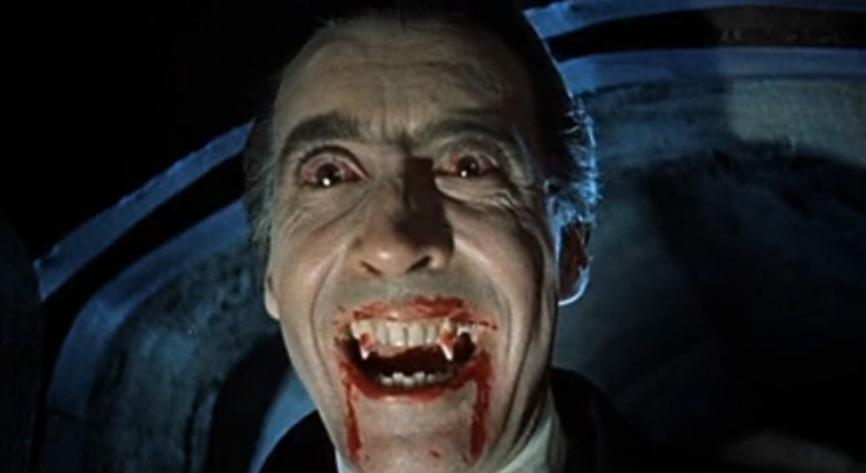
Christopher Lee in una scena del film Dracula il vampiro (1958)

Di questo periodo sono anche le serie di commedie popolari come quella dei film sulla "St. Trinians" e quella sui "dottori" iniziata con Quattro in medicina (Doctor in the House) nel 1954. Il protagonista di quest'ultima era Dirk Bogarde, probabilmente la star più popolare del cinema britannico degli anni cinquanta. Più tardi Bogarde fu sostituito da Michael Craig e Leslie Phillips, e la serie proseguì fino al 1970. La Rank Organisation produsse alcune altre commedie di successo, come La rivale di mia moglie (Geneviève) nel 1953.
Il team di sceneggiatore-regista-produttore formato dai fratelli gemelli John e Roy Boulting produsse a sua volta una serie di film satirici di grande successo sulla vita britannica e le sue istituzioni, cominciando da Operazione fifa (Private's Progress) (1956), e proseguendo con 4 in legge (Brothers in Law) (1957), Mister Browne contro l'Inghilterra (Carlton-Browne of the F.O.) (1958), Nudi alla meta (I'm All Right Jack) (1959) e Lassù qualcuno mi attende (Heavens Above!) (1963). Anche il regista-produttore italiano Mario Zampi girò diverse commedie, tra le quali Risate in paradiso (Laughter in Paradise) (1951), La verità... quasi nuda (The Naked Truth) (1957) e La signora non è da squartare (Too Many Crooks) (1958).
Dopo una striscia di film di successo, tra i quali le commedie Lo scandalo del vestito bianco (The Man in the White Suit) (1951), L'incredibile avventura di Mr. Holland (The Lavender Hill Mob) (1951), The Titfield Thunderbolt (1953) e La signora omicidi (The Ladykillers) (1955), e i film drammatici Incubi notturni (Dead of Night), La tragedia del capitano Scott (Scott of the Antarctic) e Mare crudele (The Cruel Sea), gli Ealing Studios cessarono l'attività nel 1958, e i loro studi cinematografici furono rilevati dalla BBC per produzioni televisive.
Una censura meno restrittiva incoraggiò, verso la fine degli anni cinquanta, i produttori di B-movie della Hammer Film Productions a lanciarsi in una serie di film horror che ebbero un grandissimo successo. Dopo aver cominciato con gli adattamenti in bianco e nero delle serie televisive di fantascienza della BBC scritte da Nigel Kneale, L'astronave atomica del dottor Quatermass (The Quatermass Experiment, 1955) e I vampiri dello spazio (Quatermass 2, 1957), la Hammer si specializzò rapidamente e con un'ottima riuscita nel colore, con le nuove versioni di Frankenstein (The Curse of Frankenstein), Dracula (Horror of Dracula), La mummia (The Mummy) e Il dottor Jeckyll e Mister Hyde (The Two Faces of Dr. Jekyll). L'enorme successo commerciale li incoraggiò a girare seguiti su seguiti, e portò ad un'esplosione della produzione dei film horror in Gran Bretagna che sarebbe durata per due decenni. La Hammer fu la dominatrice del genere horror in questo periodo, ma altre compagnie vennero create specificamente per andare incontro a questa nuova domanda, fra queste la Amicus Productions e la Tigon British Film Productions.

### LaNew Wavebritannica
La New Wave britannica fu preceduta ed allevata dal movimento di documentaristi noto come "Free Cinema" (Cinema libero). Il Free Cinema emerse a metà degli anni cinquanta e il nome gli fu dato da Lindsay Anderson nel 1956. I loro film erano personali, poetici, fantasiosi nel loro uso del sonoro e della narrazione, e ritraevano la gente normale della classe lavoratrice con comprensione e rispetto. In questo, essi furono gli eredi della tradizione della "Mass Observation" (organismo di ricerche sociali attivo dal 1937 al 1950) e di Humphrey Jennings. Negli intenti esposti nel 1956 il Free Cinema forniva i seguenti precetti: "Nessun film può essere troppo personale. L'immagine parla. I suoni amplificano e commentano. La misura non è rilevante. La perfezione non è uno scopo. Un atteggiamento significa uno stile. Uno stile significa un atteggiamento."
La New Wave (nuova ondata) britannica descrive un gruppo di film a carattere commerciale, realizzati tra il 1955 e il 1963, che ritraggono la realtà sociale in maniera più realistica, sebbene risentano un po' della poetica visiva del Free Cinema. Essi furono influenzati dagli "Angry Young Men" (il movimento culturale dei "ragazzi arrabbiati") che scrivevano opere letterali e teatrali dalla metà degli anni cinquanta, dal Free Cinema, e dai film documentari sulla vita di tutti i giorni commissionati dalle Poste britanniche, dal Ministero dell'Informazione e da svariati sponsor commerciali come la Ford britannica, durante e dopo la Seconda guerra mondiale. I film che hanno caratterizzato la New Wave britannica sono spesso associati ad un nuovo atteggiamento di apertura verso la vita della classe lavoratrice (ad esempio in Sapore di miele (A Taste of Honey), 1961), omosessualità (I ragazzi di cuoio (The Leather Boys), 1964), e successivamente furono associati ai "kitchen sink drama".
Un gruppo di cineasti chiave si formò attorno alla rivista cinematografica "Sequence", fondata da Tony Richardson, Karel Reisz e Lindsay Anderson che venivano tutti dai documentari, come Every Day Except Christmas di Anderson e Mamma non vuole (Momma Don't Allow) di Richardson.
Insieme al futuro produttore della saga di James Bond, Harry Saltzman, fondarono la compagnia "Woodfall Films" che produsse i loro primi film. Tra questi gli adattamenti delle stesse produzioni teatrali di Richardson Ricorda con rabbia (Look Back in Anger) e Gli sfasati (The Entertainer). Altri film significativi di questo movimento sono Sabato sera domenica mattina (Saturday Night and Sunday Morning) (1960), Una maniera d'amare (A Kind of Loving) (1962), e Io sono un campione (This Sporting Life) (1963).
Dopo il successo di Richardson con Tom Jones il gruppo si sciolse e ognuno seguì la sua strada. Quei film avevano fatto diventare delle star i loro maggiori interpreti che erano Albert Finney, Alan Bates, Richard Burton, Rita Tushingham, Richard Harris e Tom Courtenay.

### Il boom degli anni '60

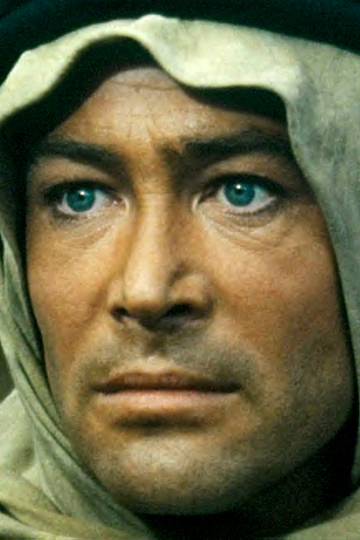
Peter O'Toole in Lawrence d'Arabia (1962)

Negli anni sessanta le produzioni britanniche cominciarono ad avere più successo sul mercato internazionale grazie ad una serie di film che rappresentavano un atteggiamento più emancipato rispetto al sesso, capitalizzando quell'immagine di "swinging London" che veniva diffusa dal Time. Film come Darling, Alfie, Georgy, svegliati (Georgy Girl), e Non tutti ce l'hanno (The Knack) esploravano tutti questo fenomeno, mentre Blow-up (Blowup) di Michelangelo Antonioni, Repulsione (Repulsion) di Roman Polański e più tardi Donne in amore (Women in Love) di Ken Russell, ruppero tabù riguardo alla rappresentazione del sesso e della nudità sullo schermo.
Negli stessi anni, i produttori Harry Saltzman e Albert R. Broccoli combinarono sesso e ambientazioni esotiche, violenza disinvolta e humour autoironico nel fenomenale successo della serie di 007. Il primo film Agente 007 - Licenza di uccidere (Dr. No) fu un successo inatteso (sleeper hit) nel 1962 in Gran Bretagna, e il secondo, A 007, dalla Russia con amore (1963), fu un successo mondiale. All'uscita del terzo film, Agente 007 - Missione Goldfinger (Goldfinger) (1964), la serie era diventata un fenomeno globale, che poi raccolse il suo miglior risultato commerciale l'anno seguente con Agente 007 - Thunderball: Operazione tuono (Thunderball).
Il successo di questa serie portò ad un boom dei film di spionaggio, con Sss Sicario Servizio Speciale (The Liquidator) (1965), Modesty Blaise - La bellissima che uccide (titolo originale: Modesty Blaise) (1966), Sebastian (1968) e le parodie di Bulldog Drummond, Più micidiale del maschio (Deadlier Than the Male) (1967) e Alcune ragazze lo fanno (Some Girls Do) (1968) tra gli altri. Nel frattempo, Harry Saltzman, coproduttore della serie di James Bond, aveva anche avviato una serie rivale di film di spionaggio più realistici basati sui romanzi di Len Deighton. Michael Caine ne era lo spettacolare protagonista, interprete della spia Harry Palmer in Ipcress (The Ipcress File) (1965), Funerale a Berlino (Funeral in Berlin) (1966) e Il cervello da un miliardo di dollari (Billion Dollar Brain) (1967); il successo di questi aprì la strada ad un ciclo di film di spionaggio tratto dai romanzi di John le Carré, comprendente La spia che venne dal freddo (The Spy Who Came in from the Cold) (1965) e Chiamata per il morto (The Deadly Affair) (1966).
Gli anni sessanta furono senza dubbio il periodo più cosmopolita del cinema britannico, tanto da attirare in Gran Bretagna numerosi registi stranieri. Il cineasta polacco Roman Polański girò Repulsione (1965) e Cul-de-sac (1966) a Londra e nel Northumberland rispettivamente, prima di attirare l'attenzione di Hollywood. Michelangelo Antonioni girò Blow-up (1966) con David Hemmings e Vanessa Redgrave, mentre François Truffaut diresse il suo unico film girato all'estero, la parabola fantascientifica Fahrenheit 451 nel 1966. Da ricordare anche il regista veneziano Tinto Brass che, ben prima della svolta erotica, girò a Londra il suo noir amato da Tarantino e Joe Dante Col cuore in gola (Deadly sweet, 1967) con Jean Louis Trintignant e Ewa Aulin.
I registi statunitensi lavorarono regolarmente a Londra in questo decennio, e per diversi di essi la Gran Bretagna divenne la loro residenza permanente. Inserito nella "lista nera" in America, Joseph Losey ebbe una grande influenza sul cinema britannico degli anni sessanta, in particolare con le sue collaborazioni con il commediografo Harold Pinter e con l'attore Dirk Bogarde, con film come Il servo (The Servant) (1963) e L'incidente (Accident) (1967). Gli emigranti volontari Stanley Kubrick e Richard Lester esercitarono a loro volta una grande influenza. Lester ebbe il suo maggior successo con Non tutti ce l'hanno (1965) e con i film dei Beatles A Hard Day's Night (1964) e Help! (1965), dopo i quali divenne un dovere per ogni nuovo gruppo pop di fare una sorta di film-verità che li rappresentasse. Kubrick si stabilì nell'Hertfordshire nei primi anni sessanta e vi sarebbe rimasto per sempre. Gli effetti speciali utilizzati nel 1968 per il film 2001: Odissea nello spazio (2001: A Space Odyssey) fornirono un contributo significativo al primato che l'industria cinematografica inglese ebbe in questo campo anche nei decenni seguenti.
Il successo di questi film così come di altri di vari generi come Lawrence d'Arabia (Lawrence of Arabia) (1962), Tom Jones (1963), Zulu (1964) e Quei temerari sulle macchine volanti (Those Magnificent Men in Their Flying Machines) (1965) incoraggiò gli studios statunitensi ad investire massicciamente nella produzione di film in Gran Bretagna. Film delle Major come Becket e il suo re (Becket) (1964), Un uomo per tutte le stagioni (A Man for All Seasons) (1966), Khartoum (1966) e La carica dei 600 (The Charge of the Light Brigade) (1968) , mentre film di compagnie minori come Billy il bugiardo (Billy Liar) (1963), L'incidente (1967) e Donne in amore (1969) furono successi di enorme portata. In questo decennio, secondo l'Academy dei Premi Oscar, quattro dei dieci migliori film dell'anno furono di produzione britannica.
Verso la fine degli anni sessanta cominciò a tornare nei film britannici il realismo sociale. Influenzato dal suo lavoro per la televisione britannica nei "Wednesday Play" che erano una sorta di film-inchiesta sui problemi di attualità, Ken Loach diresse i film drammatici Poor Cow e Kes.
Da ricordare anche l'affermazione della serie televisiva di fantascienza Doctor Who, prodotta a partire dal 1963.

### Gli anni settanta

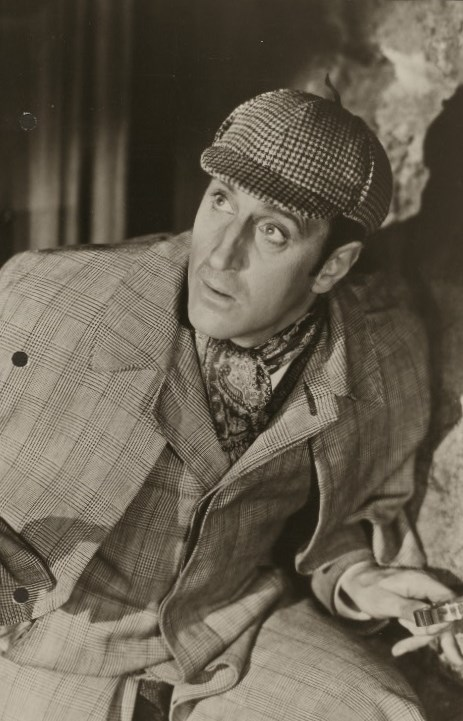
L'attore Basil Rathbone ha interpretato molte volte il detective ed è rimasto il volto più noto.

Con l'industria cinematografica entrata in un periodo di recessione sia nel Regno Unito che negli USA, gli studios statunitensi ritornarono a privilegiare i prodotti interni, e in molti casi si ritirarono completamente da progetti di finanziamento britannici. Le Major realizzarono ancora dei film come Anna dei mille giorni (Anne of the Thousand Days) (1969), I lunghi giorni delle aquile (Battle of Britain) (1969), La vita privata di Sherlock Holmes (The Private Life of Sherlock Holmes) (1970) di Billy Wilder, La figlia di Ryan (Ryan's Daughter) (1970) di David Lean, ma col passare del tempo divenne sempre più difficile avere finanziamenti adeguati. Vennero ancora allestite produzioni di grande portata, ma oltre che ad essere sempre più sporadiche, sembravano non essere al passo con quelle statunitensi. Tra le più riuscite ci furono le storie di Agatha Christie Assassinio sull'Orient Express (Murder on the Orient Express) (1974) e Assassinio sul Nilo (Death on the Nile) (1978). Altre produzioni come Ci rivedremo all'inferno (Shout at the Devil) (1976) ebbero meno fortuna, mentre l'ingresso della Incorporated Television Company (ITC) di Lew Grade nella seconda metà degli anni settanta portò solo qualche successo al botteghino e un gran numero di fallimenti.
Il boom horror degli anni sessanta concluse il suo effetto a metà degli anni settanta, con i due produttori principali, Hammer Film e Amicus Productions, che abbandonarono il genere di fronte alla concorrenza del cinema indipendente statunitense. Film come Non aprite quella porta (The Texas Chainsaw Massacre) (1974) resero i film di vampiri di Hammer sempre più fiacchi e sorpassati, nonostante i tentativi di condire la formula con l'aggiunta di nudità e di sangue. Sebbene vennero fatti anche dei tentativi per allargare gli orizzonti dell'horror britannico con film come il grottesco Lo sterminatore di vampiri (Captain Kronos, Vampire Hunter) (1974) o il cult-movie The Wicker Man (1973), solo pochi di questi film ebbero impatto al botteghino tanto che ormai a metà decennio il boom horror poteva dirsi concluso.
I produttori britannici, compreso Hammer, si dettero alla televisione, ed alcune versioni sul grande schermo di show televisivi, come On the Buses (1971) e Porca vacca mi hai rotto... (Steptoe and Son) (1972) riscossero successi sorprendenti limitatamente al Regno Unito.
Una censura più elastica diede spazio a diversi film controversi, tra i quali I diavoli (The Devils) (1970) di Ken Russell, Cane di paglia (Straw Dogs) (1971) di Sam Peckinpah ed Arancia meccanica (A Clockwork Orange) (1971) di Stanley Kubrick.
La fine degli anni settanta visse un revival della serie di James Bond con Agente 007 - La spia che mi amava (The Spy Who Loved Me) del 1977. Mentre il successivo Agente 007 - Moonraker - Operazione spazio (Moonraker) (1979), ruppe con la tradizione andando a girare negli studios francesi per trarre vantaggio dagli incentivi fiscali presenti lì. Alcune produzioni statunitensi fecero ritorno negli studios delle major britanniche tra il '77 e il '79, per Guerre stellari (Star Wars) presso gli Elstree Studios, Superman ai Pinewood Studios, e Alien negli studios di Shepperton.
Malgrado la recessione degli anni settanta, emersero un numero notevole di produzioni britanniche che si sarebbero poi imposte fino ad essere considerate di culto. Joseph Losey diresse il dramma eduardiano Messaggero d'amore (The Go-Between), che vinse la Palma d'oro al Festival di Cannes del 1971. Mike Hodges diresse Michael Caine in una caccia londinese ad un gangster che gli aveva ucciso il fratello ne La vendetta di Carter (Get Carter) (1971). Alfred Hitchcock ritornò a Londra per girare il suo penultimo film Frenzy (1972). Nicolas Roeg girò un thriller surreale A Venezia... un dicembre rosso shocking (Don't Look Now) (1973). Richard Attenborough diresse l'epica vicenda della battaglia di Arnhem in Quell'ultimo ponte (A Bridge Too Far) (1977). Ridley Scott debuttò con la storia avventurosa del XVIII secolo I duellanti (The Duellists) (1977). Mentre Quadrophenia (1979) di Frank Roddam guardava alla cultura dei Mods e dei Rockers del 1964.
Due dei film più popolari degli anni settanta furono del gruppo dei Monty Python: Monty Python e il Sacro Graal (Monty Python and the Holy Grail) (1975) e Brian di Nazareth (Monty Python's Life of Brian) (1979).

### Gli anni ottanta

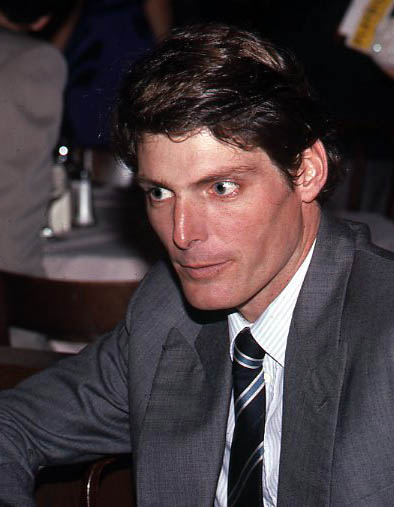
Christopher Reeve, protagonista della saga cinematografica di Superman

Benché le major statunitensi, come per L'Impero colpisce ancora (The Empire Strikes Back) e Superman II, continuassero a girare negli studi di posa britannici anche negli anni ottanta, questo decennio cominciò con la peggiore recessione che l'industria cinematografica britannica avesse mai visto. Nel 1980 vennero realizzati solamente 31 film nel Regno Unito, con una diminuzione del 50% rispetto all'anno precedente, e col numero di titoli più bassi dal 1914. La crisi andò avanti l'anno successivo nel quale si contarono 24 film. Comunque, ci fu presto un rinnovato ottimismo, capitanato dalla Goldcrest Films (produttore David Puttnam), da Channel 4, dalla Handmade Films e dalla Merchant Ivory Productions. Grazie a Puttnam si evidenziò una generazione di registi britannici autori di film popolari che godettero di una distribuzione internazionale, come: Bill Forsyth (Local Hero, 1983), Hugh Hudson (Momenti di gloria (Chariots of Fire), 1981), Roland Joffé (Urla del silenzio (The Killing Fields), 1984), Alan Parker e Ridley Scott. La Handmade Films, con George Harrison tra i proprietari, produsse una serie di commedie a basso costo e film drammatici di successo come Quel lungo venerdì santo (The Long Good Friday) (1980) e Shakespeare a colazione (Withnail and I) (1987).
Quando Momenti di gloria vinse quattro premi Oscar nel 1982, compreso quello per il miglior film, il suo sceneggiatore Colin Welland dichiarò "the British are coming!" (i britannici stanno arrivando!) (citando Paul Revere). Quando nel 1983 anche Gandhi (prodotto sempre dalla Goldcrest) si aggiudicò ancora la statuetta per il miglior film, sembrò proprio che ci avesse preso. Tutto questo incoraggiò l'avvio di un ciclo di produzioni con grande budget, come ad esempio per gli adattamenti dai lavori di E. M. Forster effettuati dalla Merchant Ivory Productions. In ogni caso, ulteriori tentativi di fare grandi produzioni per il mercato statunitense si chiusero in fallimento, con la Goldcrest che perse la sua indipendenza dopo aver infilato tre flop commerciali. A questo punto il resto dei nuovi talenti si era trasferito ad Hollywood.
Con il continuo sostegno di Channel 4 si svilupparono molti nuovi talenti tra i quali Stephen Frears, Mike Newell e Neil Jordan, mentre John Boorman che era andato a lavorare negli USA fu incoraggiato a tornare in Gran Bretagna per anni quaranta (Hope and Glory) (1987). Dopo la fine della "Rank Organisation", ci furono una serie di fusioni nella distribuzione cinematografica del Regno Unito che dettero il senso di quanto mai fosse stata così dura per la produzione britannica. Un altro colpo fu l'eliminazione della "Eady tax concession" da parte del governo conservatore nel 1984. Questa concessione aveva permesso alle compagnie straniere di abbattere gran parte dei loro costi di produzione girando nel Regno Unito; circostanza che aveva attratto una serie di produzioni che sbancarono il botteghino negli anni settanta. Ma dopo questo provvedimento molti studios chiusero o si concentrarono su lavori televisivi.

### Gli anni novanta
La produzione di film britannici toccò un altro picco negativo nel 1989. E mentre nei primi anni novanta il pubblico tornò a riempire le sale del Regno Unito, erano pochi i film britannici che raccoglievano successi commerciali significativi, anche nel mercato interno. Tra questi ci furono delle eccezioni come nel caso delle produzioni della Merchant Ivory Casa Howard (Howards End) (1992) e Quel che resta del giorno (The Remains of the Day) (1993), poi Charlot (Chaplin) (1992) e Viaggio in Inghilterra (Shadowlands) (1993) di Richard Attenborough e l'acclamato thriller La moglie del soldato (The Crying Game) (1992) di Neil Jordan. Quest'ultimo fu pressoché ignorato alla sua uscita in Gran Bretagna, ma ebbe un considerevole successo negli Stati Uniti, dove fu scelto dal distributore Miramax. La stessa compagnia riscosse successi realizzando il film d'epoca per la BBC Un incantevole aprile (Enchanted April) (1992). Gli adattamenti di Shakespeare da parte di Kenneth Branagh guadagnarono una certa attenzione, dalla versione di Enrico V (Henry V) del 1989, a quella di Molto rumore per nulla (Much Ado About Nothing) del 1993.
Il successo a sorpresa della commedia scritta da Richard Curtis Quattro matrimoni e un funerale (Four Weddings and a Funeral) (1994), specialmente negli Stati Uniti, portò a rinnovati interessi ed investimenti, e gettò le basi per uno schema di commedia romantica all'inglese al quale seguirono Sliding Doors (1998), Notting Hill (1999) e Il diario segreto di Bridget Jones (Bridget Jones). Molte di queste commedie furono scritte proprio da Curtis, che poi debuttò nella regia con Love Actually nel 2003. La Working Title Films, la compagnia che stava dietro molti di questi film, diventò rapidamente una delle compagnie britanniche di maggior successo continuando a sfornare altri successi commerciali come Mr. Bean - L'ultima catastrofe (Bean) (1997), Elizabeth (1998) e Il mandolino del Capitano Corelli (Captain Corelli's Mandolin) (2001).
L'accoglienza entusiastica ricevuta da La pazzia di Re Giorgio (The Madness of King George) (1994) dimostrò che c'era ancora un mercato per i tradizionali film in costume britannici, e un gran numero di altri film d'epoca seguirono questo: Ragione e sentimento (Sense and Sensibility) (1995), Restoration - Il peccato e il castigo (Restoration) (1995), Emma (1996), Le ali dell'amore (The Wings of the Dove) (1997), La mia regina (Mrs. Brown) (1997), Shakespeare in Love (1998), Topsy-Turvy - Sotto-sopra (1999) e Gosford Park (2001). Molti di questi furono finanziati dalla Miramax Films, che acquistò anche Il paziente inglese (The English Patient) di Anthony Minghella (1996) quando la produzione ebbe delle difficoltà durante le riprese. Sebbene si trattasse tecnicamente di una produzione statunitense, il successo del film, inclusi i suoi 9 Premi Oscar dette ulteriore prestigio al cinema britannico. Il primo film britannico candidato per l'Oscar al miglior film straniero fu, nel 1994, Hedd Wyn del regista gallese Paul Turner.
Anche i produttori statunitensi presero a tornare negli studios britannici a metà degli anni novanta, con film come Intervista col vampiro (Interview with the Vampire) (1994), Mission: Impossible (1996), Saving Private Ryan (1998) e Star Wars Episodio I - La minaccia fantasma (Star Wars Episode I: The Phantom Menace) (1999), così come la produzione francese Il quinto elemento (The Fifth Element) (1997), a suo tempo definito il film più costoso mai girato in Gran Bretagna.
Dopo una pausa di sei anni per ragioni legali, tornarono i film di James Bond con Agente 007 - GoldenEye (GoldenEye), il diciassettesimo della serie. Essendo i tradizionali studi della Pinewood interamente prenotati, fu creato un nuovo studio apposta per il film in una ex fabbrica di motori aerei della Rolls-Royce a Leavesden nell'Hertfordshire.
Con l'introduzione di finanziamenti pubblici attraverso la National Lottery (Lotteria nazionale) si ebbe una sorta di boom produttivo verso la fine degli anni novanta, ma poi solo pochi di questi film ebbero un successo commerciale significativo, e molti non furono nemmeno distribuiti. Tra i film che hanno beneficiato di questi finanziamenti ci furono molti tentativi d'imitazione delle commedie nere di Guy Ritchie Lock & Stock - Pazzi scatenati (Lock, Stock and Two Smoking Barrels) (1998) e Snatch - Lo strappo (Snatch) (2000).
Tra gli altri nuovi talenti durante questo decennio va segnalato il trio di sceneggiatore, regista e produttore, formato da John Hodge, Danny Boyle e Andrew Macdonald che realizzarono Piccoli omicidi tra amici (Shallow Grave) (1994) e Trainspotting (1996), e Nick Park, il creatore di Wallace e Gromit e della serie Creature Comforts. Il primo lungometraggio di Park Galline in fuga (Chicken Run) (2000), fu uno dei successi britannici più grandi dell'anno, insieme a Billy Elliot del debuttante Stephen Daldry.
Nel passaggio al nuovo secolo si vide una sorta di revival dell'horror britannico, con The Hole, 28 giorni dopo (28 Days Later), Dog Soldiers, The Descent - Discesa nelle tenebre (The Descent) e la commedia L'alba dei morti dementi (Shaun of the Dead) tra i titoli di maggior successo.
Dal 2000 la popolarità dei film nazionali nel mercato interno crebbe al punto da permettere un'ondata di film derivati dalla televisione e altre commedie aventi come unico obiettivo il solo pubblico britannico. 
Il nuovo decennio ha visto anche la nascita di una nuova serie di grande successo, realizzata con l'appoggio statunitense, ma di matrice britannica, la saga di Harry Potter cominciata con Harry Potter e la pietra filosofale (Harry Potter and the Philosopher's Stone) nel 2001 e terminata, dopo dieci anni, nel 2011 con Harry Potter e i Doni della Morte - Parte 2 (Harry Potter and the Deathly Hallows Part 2). Da ricordare la figura del noto regista Christopher Nolan che ha diretto film di successo come la Trilogia del cavaliere oscuro. Primo film britannico candidato per l'Oscar al miglior film straniero fu, nel 1994, Hedd Wyn, del regista Paul Turner. Il primo film britannico, invece, a vincere l'Oscar al miglior film straniero è, nel 2024, La zona d'interesse diretto da Jonathan Glazer.

## Art cinema
L'uscita del film di Derek Jarman Jubilee nel 1977 segnò l'inizio di un periodo di successo dell'arte cinematografica del Regno Unito, proseguito negli anni ottanta con autori come Peter Greenaway e Sally Potter. A differenza delle generazioni che li avevano preceduti per i quali il passaggio alla regia e alla produzione avveniva dopo carriere teatrali o televisive, i registi dell'"Art Cinema" furono principalmente il prodotto di scuole d'arte. Molti di questi cineasti mossero i primi passi della propria carriera con la "London Film Makers Cooperative" e il loro lavoro era materia di dettagliate analisi teoriche sul periodico Screen Education. Peter Greenaway è stato un pioniere nell'uso di immagini generate al computer mescolate con pezzi filmati ed è stato anche uno dei primi registi a girare interamente in alta definizione per il grande schermo.
Grazie al lancio di trasmissioni mirate da parte del canale televisivo Channel 4 l'Art Cinema raggiunse un pubblico sempre più ampio. Però, dai primi anni novanta la rete televisiva cambiò politica e tutti quelli come Jarman e Greenaway furono costretti a cercare finanziamenti per coproduzioni europee. Ken Russell e Nicolas Roeg sono stati altri due registi che per lo stile visivo altamente personale e per i temi trattati possono rientrare nella definizione di registi dell'"Art Cinema", e anche loro dovettero lottare negli anni novanta per finanziare le loro produzioni.
La diffusione dei video musicali ha fornito oggi una domanda stabile di talenti emergenti senza la necessità di richiedere finanziamenti per poter girare film. Julien Temple e John Maybury sono due esempi di questo fenomeno. Anche la diffusa accoglienza della video arte ha fatto sì che artisti britannici come Sam Taylor-Wood e Isaac Julian eseguissero dei lavori cinematografici al di fuori della domanda delle rassegne di cinema.

## Tecnologia cinematografica
Negli anni settanta e ottanta gli studios britannici cominciarono a realizzare grandi effetti speciali con film come Superman, Alien, Guerre stellari (Star Wars) e Batman. Essi si basavano sui talenti che si riunirono in occasione di 2001: Odissea nello spazio (2001: A Space Odyssey) e nei film di Gerry Anderson. Grazie alla Aardman Animations (quella di Wallace e Gromit) di Bristol il Regno Unito è ancora leader mondiale nella stop motion animation.
I tecnici di effetti speciali britannici e gli scenografi sono noti per aver creato effetti visivi a costi più bassi rispetto ai colleghi statunitensi, come per I banditi del tempo (Time Bandits) (1981) e Brazil (1985). Questo è valido ancor oggi come dimostrano i film del XXI secolo della serie di James Bond o Il gladiatore (Gladiator) (2000) o la serie di Harry Potter.
Dal 1990 ad oggi c'è stato un progressivo spostamento dalla forma tradizionale di cinema ad una integrata in ambiente digitale, con effetti speciali di ogni sorta resa possibili in post-produzione da mezzi sempre più avanzati. La possibilità di collegamenti internet sempre più veloci ha permesso all'industria cinematografica britannica di collaborare in maniera più stretta con gli studios statunitensi, come se si fosse una parte di un'unica produzione globalmente distribuita. Questa tendenza è destinata ad avanzare così come la distribuzione digitale (ancora sperimentale) e la proiezione con le tecnologie di streaming.
Il film britannico This is Not a Love Song (2003) è stato il primo film proiettato in streaming su Internet contemporaneamente alla sua prima al cinema.

## Cinema e minoranze etnico-culturali
Fino agli anni ottanta le culture nera e asiatica britanniche erano decisamente sottorappresentate all'interno del movimento cinematografico complessivo, come d'altra parte accadeva anche in molti altri ambiti della società britannica. Pionieri come Horace Ové erano già operanti negli anni settanta (Pressure, 1975), ma sono gli anni ottanta a vedere la fioritura di molti nuovi talenti, con film come Burning an Illusion (1981), Majdhar (1985) e Ping Pong (1986). Molti di questi film furono realizzati con l'assistenza dell'appena nato Channel 4, che disponeva ufficialmente di una rimessa da destinare al "pubblico delle minoranze" Il successo commerciale fu raggiunto per la prima volta da My Beautiful Laundrette - Lavanderia a gettone (1985). Trattava tematiche razziali e gay, e avviò la carriera del suo autore Hanif Kureishi.
Gli anni ottanta mostrarono un diverso atteggiamento in senso più complessivo, come dimostrano Calore e polvere (Heat and Dust) (1982), Gandhi (1982) e Grido di libertà (Cry Freedom) (1987), sebbene raramente ci si rivolgesse in modo diretto verso le persone di colore o asiatiche. E in ogni caso, nel suo complesso, il cinema continuò e continua tuttora ad essere criticato per una mancanza di adeguata rappresentatività delle minoranze. Il film di successo Notting Hill (1999) è stato additato per non aver avuto nessun personaggio principale di colore nel cast, a fronte del fatto che a Notting Hill risiedono moltissimi afro-caraibici.
Negli ultimissimi anni si è sviluppato un filone di cinema asiatico-britannico di carattere commerciale, a partire da East Is East (1999) e continuando con Sognando Beckham (Bend It Like Beckham) (2002). Qualcuno crede che questo abbia portato a un atteggiamento più flessibile nei riguardi della scelta di attori di colore ed asiatici, con Robbie Gee e Naomie Harris che hanno ottenuto ruoli da protagonista in Underworld e 28 giorni dopo (28 Days Later) rispettivamente.

### Prima della seconda guerra mondiale
- (EN)  Low, Rachel. 1985. Film Making in 1930s Britain. Londra: George, Allen and Unwin
- (EN)  Rotha, Paul. 1973. Documentary diary; an informal history of the British documentary film, 1928-1939, New York: Hill and Wang
- Swann, Paul. 2003. The British Documentary Film Movement, 1926-1946. Cambridge University Press

### Seconda guerra mondiale
- (EN)  Aldgate, Anthony and Richards, Jeffrey 2nd Edition. 1994. Britain Can Take it: British Cinema in the Second World War. Edinburgh: Edinburgh University Press
- (EN)  Barr, Charles; Ed. 1986. All Our Yesterdays: 90 Years of British Cinema. London: British Film Institute
- (EN)  Murphy, Robert. 2000. British Cinema and the Second World War. Londra: Continuum

### Dopoguerra
- (EN)  Friedman, Lester; Ed. 1992. British Cinema and Thatcherism. Londra: UCL Press
- (EN)  Geraghty, Christine. 2000. British Cinema in the Fifties: Gender Genre and the New Look. London Routledge
- (EN)  Gillett, Philip. 2003. The British Working Class in Postwar Film. Manchester: Manchester University Press
- (EN)  Murphy, Robert; Ed. 1996. Sixties British Cinema. Londra: BFI
- (EN)  Shaw, Tony. 2001. British Cinema and the Cold War. Londra: I.B. Tauris

### Anni '90
- (EN)  Brown, Geoff. 2000. Something for Everyone: British film Culture in the 1990s.
- (EN)  Brunsdon, Charlotte. 2000. Not Having It All: Women and Film in the 1990s.
- (EN)  Murphy, Robert; Ed. 2000. British Cinema of the 90s. Londra: BFI

### Cinema e governo
- (EN)  Dickinson, Margaret and Street, Sarah. 1985. Cinema and the State: The Film industry and the British Government, 1927-84. Londra: BFI
- (EN)  Miller, Toby. 2000. The Film Industry and the Government: Endless Mr Beans and Mr Bonds?
- (EN)  Moran, Albert; Ed. 1996. Film Policy: International, National and Regional Perspectives. Londra: Routledge: ISBN 0-415-09791-6

### Generale
- (EN)  Aldgate, Anthony and Richards Jeffrey. 2002. Best of British: Cinema and Society from 1930 to the Present. Londra: I.B. Tauris
- (EN)  Babington, Bruce; Ed. 2001.British Stars and Stardom. Manchester: Manchester University Press
- (EN)  Chibnall, Steve and Murphy, Robert; Eds. 1999. British Crime Cinema. Londra: Routledge
- (EN)  Cook, Pam. 1996. Fashioning the Nation: Costume and Identity in British Cinema. Londra BFI
- (EN)  Curran, James and Porter, Vincent; Eds. 1983. British Cinema History. Londra: Weidenfeld and Nicholson
- (EN)  Raymond Durgnat. 1970. A Mirror for England: British Movies from Austerity to Affluence. Londra: Faber. ISBN 0-571-09503-8
- (EN)  Harper, Sue. 2000. Women in British Cinema: Mad Bad and Dangerous to Know. Londra: Continuum
- (EN)  Higson, Andrew. 1995. Waving the Flag: Constructing a National Cinema in Britain. Oxford: Oxford University Press
- (EN)  Higson, Andrew. 2003. English Heritage, English Cinema. Oxford: Oxford University Press.
- (EN)  Hill, John. 1986. Sex, Class and Realism. Londra: BFI
- (EN)  Landy, Marcia. 1991. British Genres: Cinema and Society, 1930-1960. Princeton University Press
- (EN)  Lay, Samantha. 2002. British Social Realism. Londra: Wallflower
- (EN)  McFarlane, Brian. The Encyclopedia of British Film. Londra: Methuen. ISBN 0-413-77301-9
- (EN)  Monk, Claire and Sargeant, Amy. 2002. British Historical Cinema. Londra Routledge
- (EN)  Murphy, Robert; Ed. 2001. British Cinema Book 2nd Edition. Londra: BFI
- (EN)  Perry, George. 1988. The Great British Picture Show. Little Brown, 1988.
- (EN)  Street, Sarah. 1997. British National Cinema. Londra: Routledge.
- (EN)  Tasker, Yvonne; Ed. 2002. Fifty Contemporary Filmmakers: Routledge: Londra: ISBN 0-415-18974-8

### Cinema nero
- (EN)  Bourne, Stephen; 2001. Black in the British frame: the black experience in British film and television. Londra: Continuum